# Claes Ekeblad den yngre
Greve Claes Ekeblad (den yngre), född 30 mars 1708 i Elbing, död 9 oktober 1771, var ett svenskt riksråd, Sveriges kanslipresident 1761–1765 och från 1769 till sin död. Han var son till greven och riksrådet Claes Ekeblad den äldre och dennes hustru Hedvig Mörner. Han var gift med Eva Ekeblad och var bror till Claes Christoffer Ekeblad.

## Biografi
Ekeblad studerade vid Uppsala universitet och Kungliga Akademien i Åbo ävensom vid några utländska universitet, bland annat Halle, samt började 1726 sin tjänstemannabana såsom extraordinarie i Riksarkivet. 1728 blev han kanslist i Kanslikollegium och 1730 kanslijunkare. Under den på 1730-talet upplågande partistriden slöt han sig, liksom de flesta yngre adelsmännen, till hattarna. Sin politiska bana började han egentligen vid 1738–1739 års riksdag, då han var medlem av sekreta utskottet; vid 1741 års riksdag var han redan en av hattarnas bästa krafter, som i sekreta utskottet, mindre sekreta deputationen och såsom kanslibiträde i sekretissimum deltog i de allra hemligaste överläggningarna om krigsplanerna mot Ryssland. Han utnämndes samma år till kansliråd och i februari 1742 till Carl Gustaf Tessins efterträdare såsom envoyé vid franska hovet – vid den tiden Sveriges viktigaste ministerpost i utlandet. 1744 rappellerades han på egen begäran från Frankrike, där han, för att upprätthålla ambassadens glans, gjort kännbara uppoffringar av sin enskilda förmögenhet. Vid 1746 års riksdag fick han åter en plats i sekreta utskottet. 
Vid det viktiga riksrådsvalet i december samma år, då hattpartiet sökte samla sina yppersta krafter i rådet, valdes han trots sin ungdom till riksråd. Följande år utnämndes han till rikskansliråd, kanslipresidentens närmaste man inom regeringen och kansliet och 1750 därjämte till överstemarskalk. Vid kanslipresidentvalet efter Tessins avgång 1752 fick han stå tillbaka för den något yngre Anders Johan von Höpken. Utan att visa någon harm häröver kvarstannade Ekeblad på sin post och samarbetade troget och utan slitningar med Höpken. När sedan denne 1761 tvangs att nedlägga kanslipresidentämbetet, fick han ta över platsen. När så vid riksdagen 1765–1766 hattpartiets fall var oundvikligt, försökte han mildra efterräkningen med detsamma liksom den hotande räfsten med hans egen ämbetsföring genom en frivillig avskedsansökan (augusti 1765); den blev även beviljad, ehuru utan att pension tillerkändes honom och utan att hans ämbetsbröder i rådet därför skonades, såsom man dock synes hava förespeglat honom. Redan 1769 efter mössregeringens fall återinsattes han i rådet och på kanslipresidentplatsen. Han tillhörde numera dem, som fått ögonen öppnade för vådorna av frihetstidens statsskick och i en förstärkning av konungamakten sågo rikets räddning, ehuru hans försiktiga och lojala väsen icke gjorde honom ägnad att deltaga i några revolutionära planer. Han fick ej uppleva statsvälvningen, i det att han avled 9 oktober 1771, träffad av slag i själva rådkammaren.
Claes Ekeblad var en lärd och fint bildad man med stora intressen för den vetenskapliga odlingens förkovran. År 1740 blev han ledamot av Vetenskapsakademien och 1753 av Vitterhetsakademien; han utnämndes till kansler 1762 för Kungliga Akademien i Åbo och 1770 för Uppsala universitet. Han var därjämte en sällsynt nobel och älskvärd människa. "Ekeblad var visserligen en af de ädlaste och aktningsvärdaste män inom hattpartiet, delande dess politiska tro men icke dess våldsamhet och egennytta; arbetsam, blygsam, hofsam, icke ett snille af första ordningen, men en duglig ämbetsman, en varmhjärtad medborgare och en man af obefläckad heder" (Carl Gustaf Malmström). Franske ambassadören ansåg det vara förspilld möda att ens bjuda honom en pension, då han 1765 måste lämna både ämbete och löneförmåner. Statsmannaegenskaper i egentlig mening ägde han däremot icke. Han hade varken den initiativförmåga, politiska blick eller djärvhet, som fordrades för att leda sin samtid in på reformernas väg eller finna utväg ur svåra situationer, och icke heller den hänsynslöshet, smidighet och skicklighet i intrigens konst, som krävdes för att med fördel reda sig i 1700-talets kabinetts- och partipolitik. Också förlorade under hans tid kanslipresidentämbetet onekligen den karaktär av verkligt regeringschefsämbete, som det ägt under hans föregångare alltsedan Arvid Horns dagar, under det att den egentliga partipolitiska ledningen mer och mer togs om hand av utom rådet stående, oansvariga partichefer.

### Barn
1. Claes Julius Ekeblad (1742–1808)
2. Fredrika Ulrika Ekeblad (1745–1771)
3. Hedvig Catharina (1746–1812)
4. Eva Magdalena (1747–1824)
5. Beata Charlotta (1748–1771)
6. Agneta Sofia (1750–1824)
7. Ebba Maria (1752–1839)
8. Brita Lovisa (1754–1755)

## Bilder

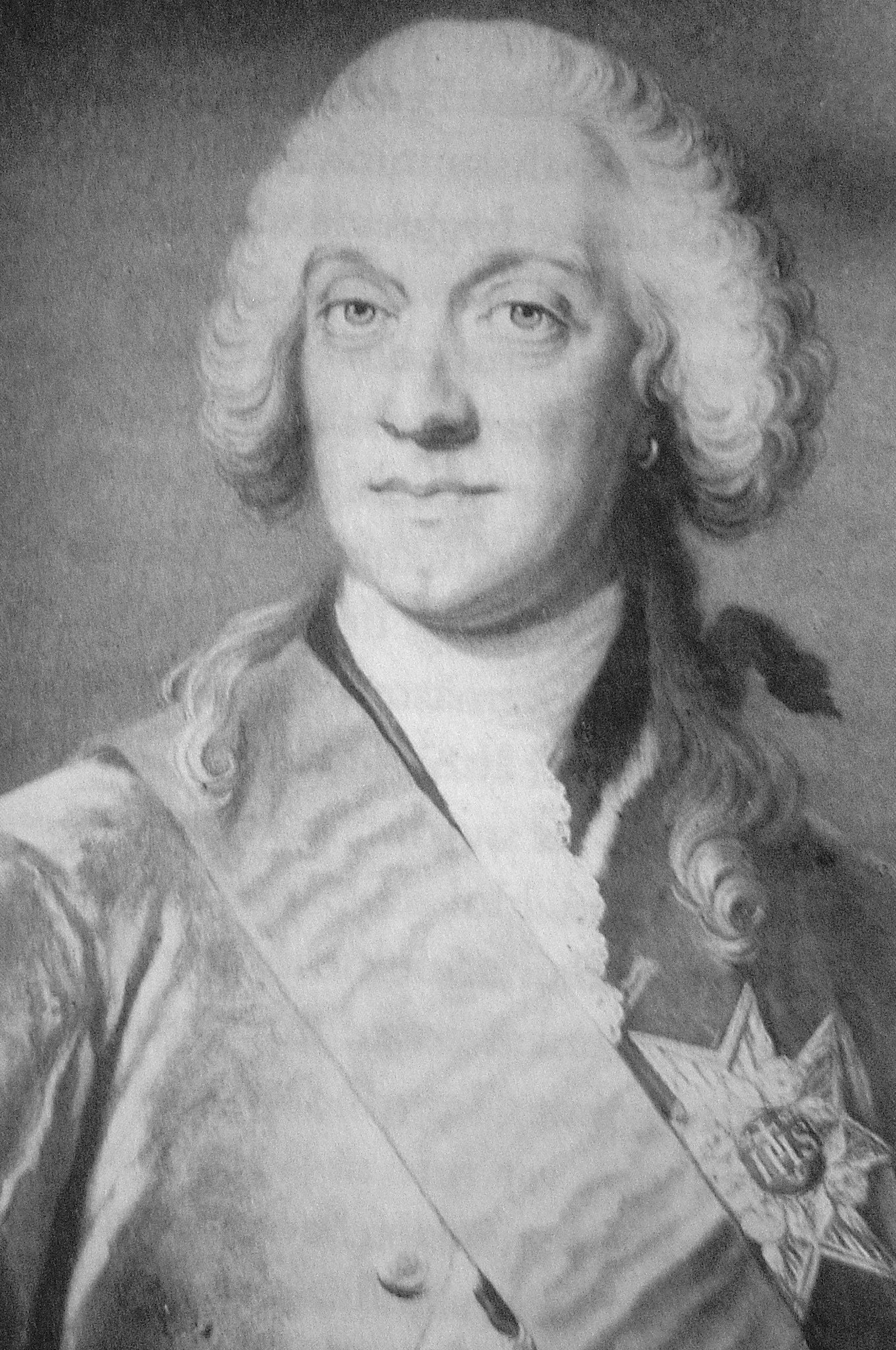
Claes Ekeblad den yngre.